# Anna Louisa Karsch
Anna Louisa Karsch (Hammer, 1 de desembre de 1722 - Berlín, 12 d'octubre de 1791) va ser una autodidacta i poeta alemanya de la regió de Silèsia, coneguda pels seus contemporanis com "Die Karschin" i "la Safo alemanya". Va ser la primera dona alemanya que va viure del producte de les seves pròpies obres literàries.

## Biografia

### Primers anys de vida
Anna Luise Karsch va néixer en una granja de productes lactis. El seu pare era un cerveser i sa mare era hostalera. Als sis anys, se l'emportà son oncle, que li va ensenyar a llegir i escriure en alemany, i tant de llatí com ell sabia. Quan el pare de Karsch va morir, sa mare se la va endur amb la família i li va presentar el padrastre. El padrastre va traslladar la família a Tirschtiegel, una petita ciutat del Voivodat de Lubusz, a l'est de Polònia, on Anna Luise va treballar com a mainadera, pastora i criada a casa d'una dona de classe mitjana. Durant aquest temps Karsch es trobava amb un pastor que li subministrava llibres. El seu padrastre, descontent amb aquesta actitud, la va colpejar per la seva "Lesesucht" ('addicció a la lectura'). A partir d'aquest moment, Karsch va llegir en secret. El 1738, a l'edat de 16 anys, es va casar amb un teixidor anomenat Hiersekorn i van tenir dos fills. El 1745, mentre estava embarassada del tercer fill, a Karsch se li va concedir el primer divorci a Prússia. El divorci la va deixar sense diners; encoratjada per la seva mare, Karsh es va casar novament. Aquesta vegada, amb un sastre alcohòlic anomenat Karsch. El seu segon marit, que es passava la major part del temps bevent i treballava molt poc, la va portar al centre de Polònia i després a Fraustadt.

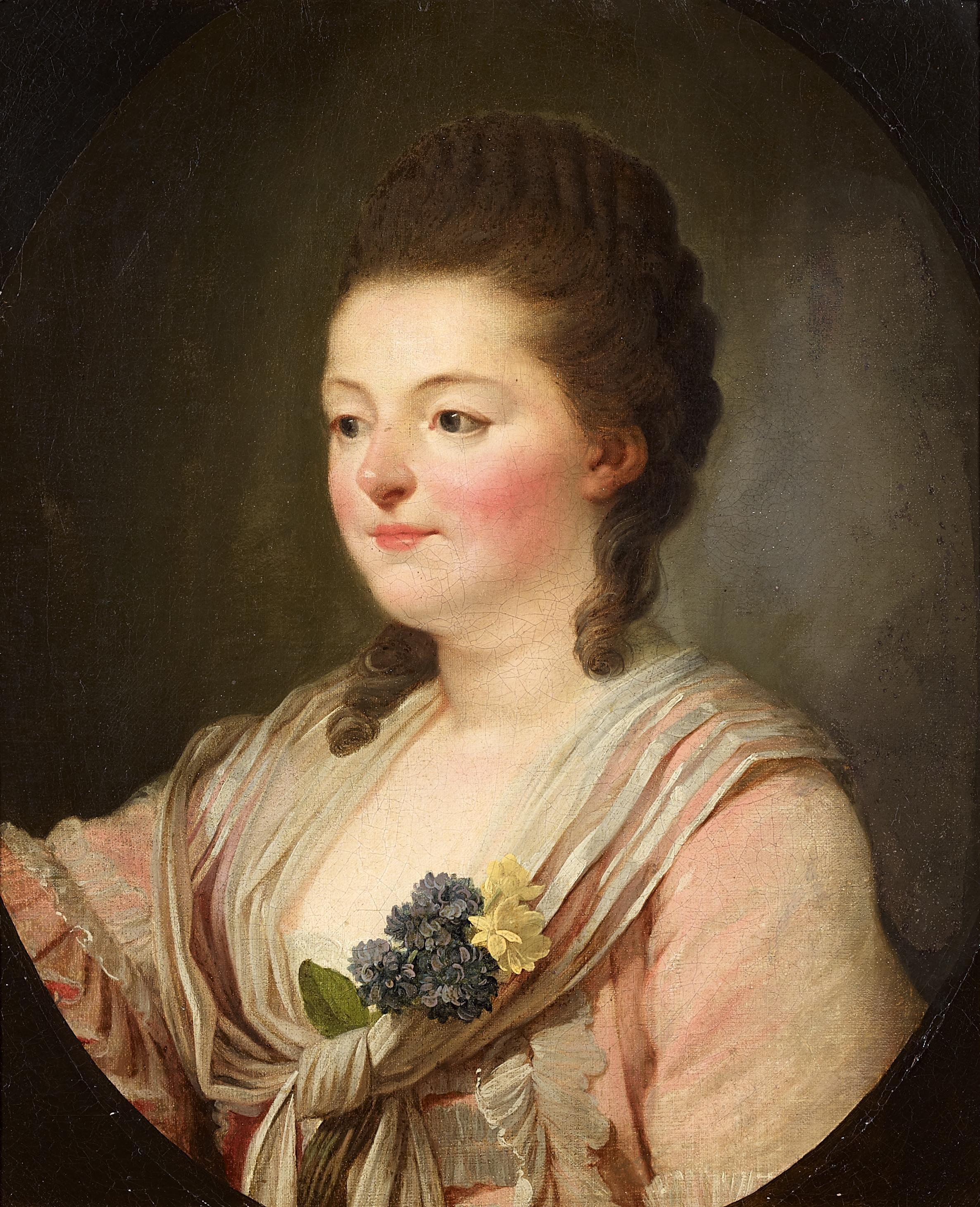
Retrat d'Anna Louise Karsch

### La poesia
Karsch va escriure un poema per a la vídua i la filla d'un hostaler. Al funeral, un parent va veure aquest poema i es negava a reconèixer que una dona l'hagués escrit. La família el va portar a conèixer Anna Luise Karsch, que el va impressionar molt. El parent va donar a Karsch una col·lecció de llibres de poesia. Va començar a compondre Gelegenheisdichtungen per a casaments i celebracions locals. Els seus poemes van aparèixer en els diaris locals a Silèsia i va desenvolupar un grup de seguidors que eren majoritàriament pastors luterans i les seves dones. Els seu talent poètic va créixer en els cercles culturals de les cases dels pastors. Els seus poemes van tenir molts seguidors, que li van proporcionar prou contactes per afrontar els problemes financers de la seva família. El gener de 1760, Karsch va aconsegueuir que el seu marit, abusador i alcohòlic, fos allistat a l'exèrcit prussià. Això va deixar Anna Luise Karsch la llibertat de tenir posicions més elevades. Durant la Guerra dels set anys i la campanya prussiana contra Àustria a Silèsia, coneguda com les guerres de Silèsia, Karsch va escriure positivament sobre el rei prussià Frederic el Gran. Karsch i el rei Frederic es van reunir; inspirà a Karsch a escriure sobre les seves victòries; aquestes obres van ser ben rebudes i va ser convidada a les cases més riques i influents de la zona.
Els dos fills més petits de Karsch van morir durant aquest temps. El seu dolor per ells, la por a la guerra i la desesperació per les dificultats financeres la van portar a escriure Klagen einer Witwe ('Lamentacions d'una vídua'). El 1761, a un general prussià li va agradar tant el poema que va portar Karsch i la seva filla amb la seva esposa a Berlín i va donar al fill un lloc en una finca. Va passar d'un saló aristocràtic a un altre per conèixer l'elit literària de Prússia. La noblesa literària va quedar impressionada amb la seva obra; Moses Mendelssohn va parlar molt de Karsch. Allà, a Berlín, va rebre el títol de "la Safo alemanya" pel mentor i model Johann Wilhelm Ludwig Gleim. Karsch es va enamorar de Gleim, que li va correspondre. No obstant això, Gleim va publicar dos volums de la seva poesia, el 1764 i el 1772. La correspondència de Karsch, particularment les seves cartes a Gleim, és sovint considerada com una altra de les seves realitzacions literàries.
Acceptant diverses invitacions, va viatjar a Magdeburg i Halberstadt. Karsch va treballar com a Passionskantate amb la germana del rei a Magdeburg. Va ser allà on Karsch va aconseguir el cim més alt de popularitat; Karsch es va presentar amb èxit com a autodidacta, com una Naturdichterin. Frederic el Gran va acceptar donar-li una pensió i construir una casa per a ella, però la seva assignació va ser vetada als tribunals i va caure en la pobresa. Després de la mort del rei, es va acostar al seu successor, Frederic Guillem II de Prússia, el 1787, que va acceptar complir la promesa del seu predecessor, nomenat-la "Deutschlands Dichterin" ('poeta d'Alemanya'). Es va construir una casa per a Karsch, i ella va viure allà, continuà component poesia, fins a la seva mort, l'any 1791. El seu memorial es veu a la paret exterior de la Sophienkirche de Berlín.
La seva filla Caroline Luise von Klencke es va convertir en una respectada poeta i dramaturga, i la seva neta Helmina von Chézy (1783-1856), nascuda Wilhelmine von Klencke a Berlín, es va convertir en una autora; en especial de Rosamunde (1823) recordada perquè Franz Schubert va escriure música instrumental per aquesta obra, i llibretista de l'òpera Euryanthe de Carl Maria von Weber.

## Llegat
És una de les dones representades en el treball artístic The Dinner Party, de Judy Chicago, que inclou 999 noms de dones notables de la història.